# Västra Ny distrikt
Västra Ny distrikt är ett distrikt i Motala kommun och Östergötlands län. 
Distriktet ligger vid Vättern, norr om Motala. 

## Tidigare administrativ tillhörighet
Distriktet inrättades 2016 och utgörs av socknen Västra Ny i Motala kommun.
Området motsvarar den omfattning Västra Ny församling hade vid årsskiftet 1999/2000.